# Heinrich Woldt
Heinrich Woldt, auch Hinrich Woldt (* 1649 in Bremen; † 23. März 1723 in Lübeck) war ein deutscher Kaufmann und Ratsherr der Hansestadt Lübeck.

## Leben
Heinrich Woldt war Sohn des Bremer Kaufmanns Nikolaus Woldt. Er wurde 1715 in den Lübecker Rat erwählt. Heinrich Woldt wurde in seinem 1698 erworbenen Grab der Katharinenkirche beigesetzt. Die von Woldt zweitgenutzte (postreformatorische) Grabplatte eines 1576 verstorbenen Zinngießers ist erhalten.
Sein Sohn Hermann Woldt wurde ebenfalls Ratsherr in Lübeck. Sein Enkel Heinrich Woldt (1714–1799) war als Lizentiat beider Rechte als Protokollant bzw. Sekretär bei der Lübecker Wette tätig. Im Jahr 1732, dem Jahr der Ratssetzung von Hermann Woldt, wurde ein weiteres Grab auf den Namen Heinrich Woldt in der Katharinenkirche erworben. Jetzt handelte es sich um die Zweitnutzung einer gotischen Grabplatte des Patriziers Gert Castorp aus dem Jahr 1473. Diese Grabplatte ist ebenfalls erhalten. Beide Grabplatten tragen als Inschrift der Zweitnutzer: „Henrich Woldt und seinen erben erblich“ mit den Daten des jeweiligen Erwerbs.